# Lamberville (Manche)
Lamberville – miejscowość i gmina we Francji, w regionie Normandia, w departamencie Manche.
Według danych na rok 1990 gminę zamieszkiwało 176 osób, a gęstość zaludnienia wynosiła 25 osób/km² (wśród 1815 gmin Dolnej Normandii Lamberville plasuje się na 710. miejscu pod względem liczby ludności, natomiast pod względem powierzchni na miejscu 713.).